# رابرت مکسول
یان رابرت مکسول (به انگلیسی: Ian Robert Maxwell) (زاده ۱۰ ژوئن ۱۹۲۳ - درگذشته ۵ نوامبر ۱۹۹۱) صاحب رسانه بریتانیایی بود که در پارلمان بریتانیا نماینده شهر باکینگهام بود.به ادعای بعضی از رسانه ها وی مامور موساد بوده و بعد از بریدن از این سازمان حذف گردیده است.